# Warzelnia soli

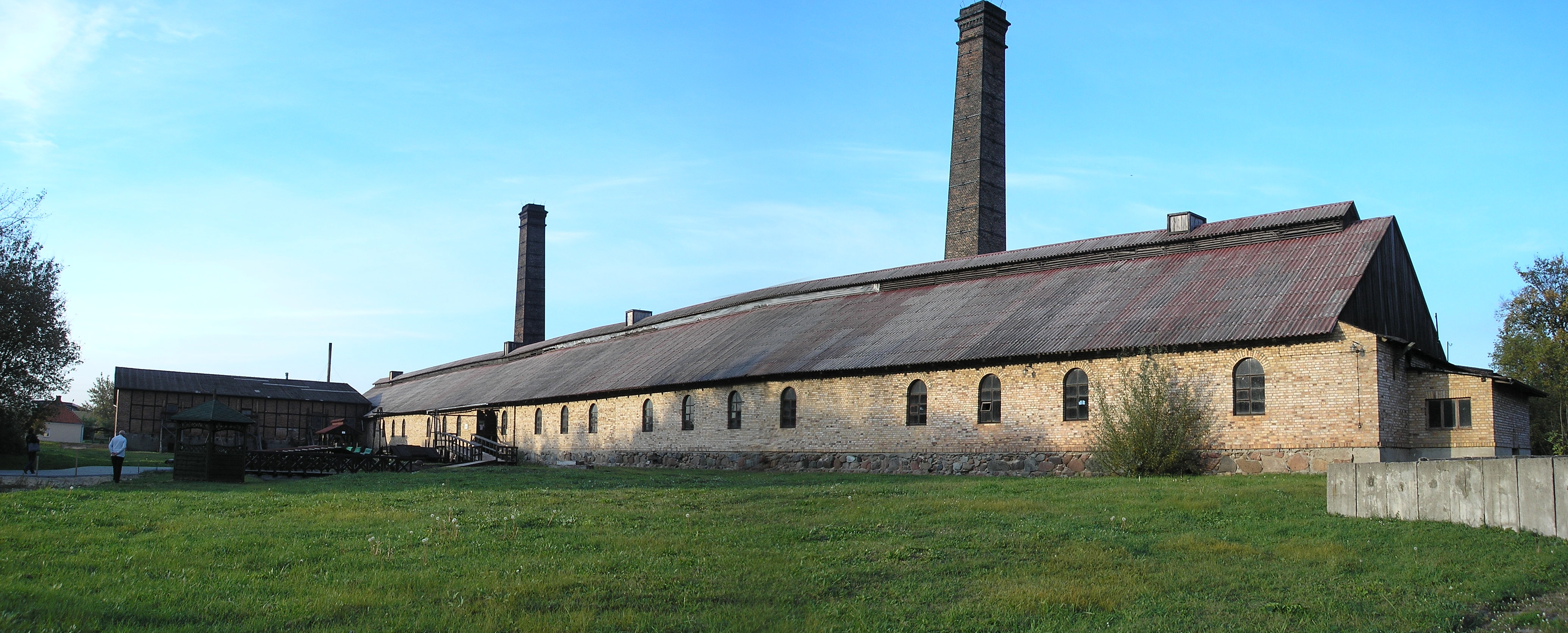
Warzelnia soli w Ciechocinku

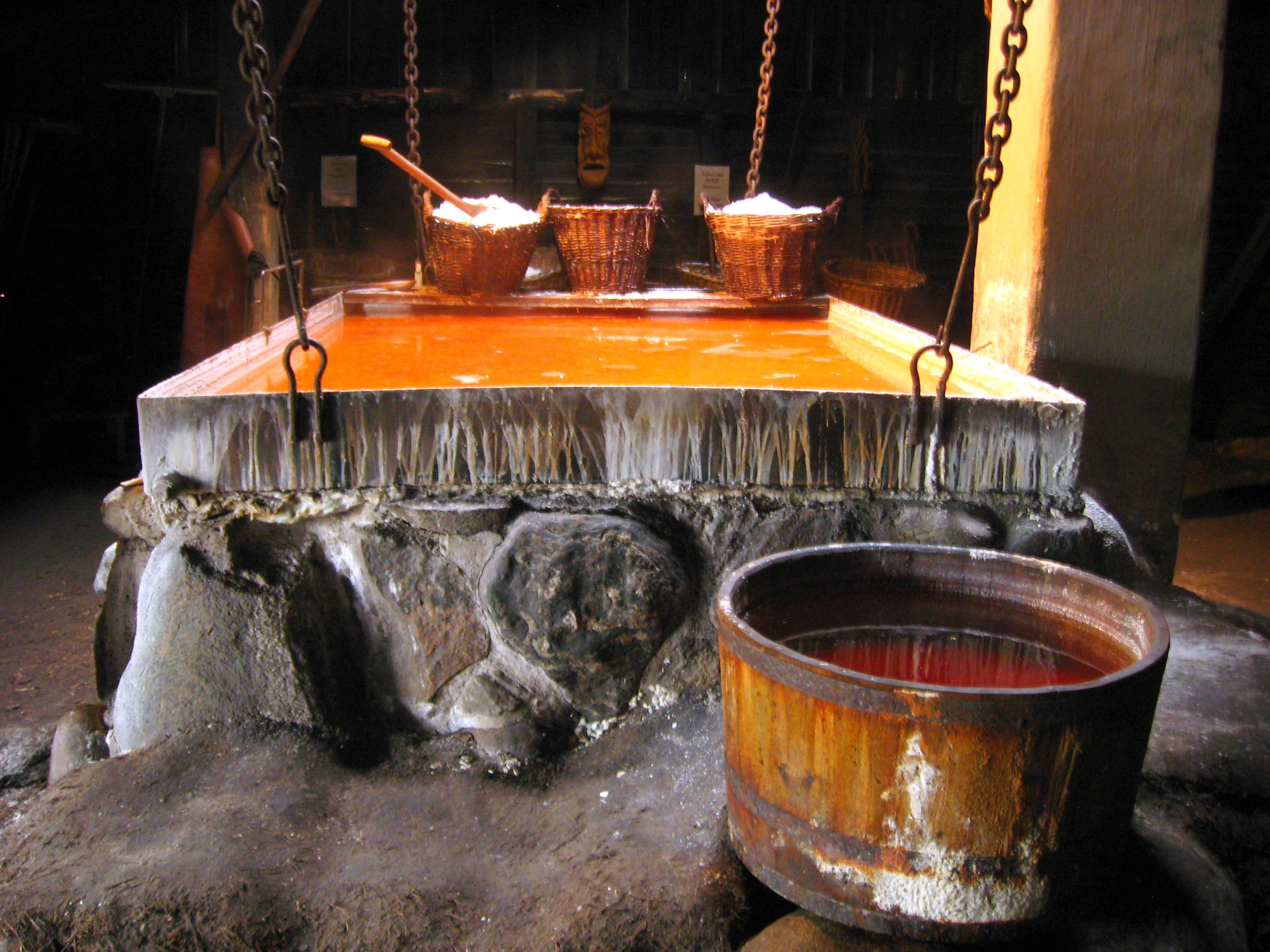
Warzenie soli – skansen na Læsø

Warzelnia soli – zakład przemysłowy produkujący sól warzoną.
Proces polega na odparowaniu wody z solanki (roztworu soli kamiennej) w odkrytych panwiach albo w wyparkach próżniowych.